# Хотински район
Хотин (на украински: Хотинський район) е бивш административен район в южната част на Черновицка област в западна Украйна, близо до границата с Румъния. Районът има площ от 716 km2 и население от 72 000 души. Седалището на района е Хотин.